# Karpato-russinische Sprache
Karpato-Russinisch bzw. Karpatorusinisch (auch Ruthenisch; russinisch русиньскый язык russinsky jasyk) wird von der Volksgruppe der Russinen in der Karpatoukraine, der Slowakei, Polen, Rumänien und Ungarn (sowie von großen Gruppen von Emigranten vor allem in Kanada und den USA sowie in Prag) gesprochen. Wegen dieser Zersplitterung gibt es verschiedene Standardisierungsversuche.
Das Karpato-Russinische wird einerseits oft zusammen mit dem Batschka-Russinischen als eine Sprache unter der Bezeichnung „Russinisch“ oder „Ruthenisch“ angesehen. Andererseits wird es vor allem von Ukrainern offiziell als Dialekt des Ukrainischen angesehen.
Es ist eine von rund einer Million Menschen gesprochene ostslawische Sprache. Im Osten der Slowakei, in der Oblast Transkarpatien in der Ukraine, in Südostpolen und Nordostungarn gibt es jeweils eigene Standardisierungsversuche mit verschiedenen Orthographie- und Grammatik-Empfehlungen. In der Slowakei besitzt die Sprache seit 1995 eine offiziell verbindliche, normative Kodifizierung, die auch im Unterricht, Fernsehen, Rundfunk, der Presse usw. gebraucht wird.
Historisch ist die Eigenständigkeit des Karpato-Russinischen gegenüber dem Ukrainischen dadurch zu erklären, dass das ruthenische Siedlungsgebiet südlich der Karpaten jahrhundertelang zum Königreich Ungarn (erst als eigenständiger Staat, dann als Teil der Donaumonarchie) gehörte, das ruthenische bzw. ukrainische Siedlungsgebiet nördlich der Karpaten dagegen zur Kiewer Rus, dann zu Polen-Litauen, schließlich zum größeren Teil im Russischen Reich und zum kleineren im österreichischen Galizien lag. Auf diese Besonderheit deutet schon der Titel der „Reußisch-ungarischen oder -magyarischen Grammatik“ (Русько-угорска їлї мадярска Граматїка) von Iwan Fohoraschi (1833) hin.